# 小山市立小山中学校
小山市立小山中学校（おやましりつ おやまちゅうがっこう）は、栃木県小山市大字渋井にある市立中学校。
1947年創立。

## 教育目標
1. 自ら学び、個性を伸ばす生徒（自主）
2. 心身ともに健康で、思いやりのある生徒（健康）
3. 郷土を愛し、社会につくす生徒（奉仕）

## 進学前小学校
- 小山第一小学校
- 若木小学校
- 小山城北小学校

## 交通
- JR東北新幹線・東北本線（宇都宮線）・水戸線・両毛線 小山駅より約2.8km

## 周辺施設
- 栃木県立小山高等学校
- 小山市立若木小学校